# Pickardinella setigera
Pickardinella setigera är en spindelart som först beskrevs av F. O. Pickard-Cambridge 1903.  Pickardinella setigera ingår i släktet Pickardinella och familjen käkspindlar. Inga underarter finns listade i Catalogue of Life.